# Alexandru Paraschiv
Alexandru Paraschiv (Chisináu, 26 de agosto de 1999) es un deportista moldavo que compite en boxeo. Ganó dos medallas en el Campeonato Europeo de Boxeo Aficionado, en los años 2022 y 2024.

## Palmarés internacional
| Campeonato Europeo | Campeonato Europeo | Campeonato Europeo | Campeonato Europeo |
| Año                | Lugar              | Medalla            | Categoría          |
| ------------------ | ------------------ | ------------------ | ------------------ |
| 2022               | Ereván (Armenia)   | Medalla de bronce  | 67 kg              |
| 2024               | Belgrado (Serbia)  | Medalla de plata   | 63,5 kg            |